# Ліпко Сергій Вікторович
Сергій Вікторович Ліпко (нар. 2 січня 1994, Омелянівка, АР Крим) — український стендап-комік, радіоведучий, сценарист, військовий. Ведучий комедійного шоу «Гомін Аут» на радіо «Промінь», сценарист програми «#@)₴?$0». Дворазовий переможець телешоу «Розсміши коміка», резидент клубу «Підпільний стендап».

## Життєпис
Сергій Ліпко народився 2 січня 1994 року у селі Омелянівка Нижньогірського району Автономної Республіки Крим. В 13 років вступив до Київського військового ліцею імені Івана Богуна. Далі навчався в Академії адвокатури України, проходив військову службу в Збройних силах України.
Почав займатися стендапом 2014 року. Є резидентом клубу «Підпільний стендап», разом із Єгором Шатайлом та Антоном Тимошенком є сценаристом програми «#@)₴?$0». З жовтня 2019 року веде шоу «Гомін Аут» на радіо «Промінь».
З початком великого військового вторгнення РФ до України у лютому 2022 року долучився до 241-ї бригади ТРО, із часом опинився в зоні бойових дій. 2023 року з піхотного підрозділу перейшов до аеророзвідки, брав участь у битві за Бахмут.
У грудні 2023 року став кореспондентом та ведучим проєктів на військовому телеканалі Армія TV. В листопаді 2024 року отримав звання молодшого лейтенанта. 

### Особисте життя
11 червня 2022 року одружився з комікесою Анастасією Бабій (сценічний псевдонім — Настя Зухвала).